# Petra Ritter
Petra Ritter (Wenen, 24 mei 1972) is een voormalig tennisspeelster uit Oostenrijk. Zij was actief in het proftennis van 1987 tot en met 1997. Op 12 november 1994 trad zij in het huwelijk met P. Schwarz. Daarna speelde zij onder de naam Petra Schwarz.
In 1992 nam zij deel aan de Olympische spelen in Barcelona, zowel in het enkel- als in het dubbelspel. In de periode 1988–1996 maakte zij acht maal deel uit van het Oostenrijkse Fed Cup-team.

## Loopbaan

### Enkelspel
Ritter debuteerde in 1987 op het ITF-toernooi van Bad Gastein (Oostenrijk) – hier veroverde zij meteen haar eerste titel, door de Nederlandse Hester Witvoet te verslaan. In totaal won zij vier ITF-titels, de laatste in 1993 in Neudörfl (Oostenrijk).
In 1987 speelde Ritter voor het eerst op een WTA-hoofdtoernooi, op het toernooi van Buenos Aires. Zij bereikte er de tweede ronde. Zij stond één keer in een WTA-finale, op het toernooi van Tarente in 1991 – zij verloor van de Zwitserse Emanuela Zardo.
Haar beste resultaat op de grandslamtoernooien is het bereiken van de kwartfinale, op Roland Garros 1994 – daar won zij onder meer van Lisa Raymond, Nathalie Tauziat en Miriam Oremans, maar verloor van Mary Pierce. Haar hoogste notering op de WTA-ranglijst is de 52e plaats, die zij bereikte in januari 1995.

### Dubbelspel
Ritter was in het dubbelspel minder actief dan in het enkelspel. Zij debuteerde in 1986 op het ITF-toernooi van Mali Lošinj (Joegoslavië) samen met de Deense Anja Michailoff. Zij stond in 1987 voor het eerst in een finale, op het ITF-toernooi van Wels (Oostenrijk), samen met de landgenote Barbara Paulus – zij verloren van het duo Petra Hentschl en Eva-Maria Schürhoff. In 1988 veroverde Ritter haar eerste titel, op voornoemd ITF-toernooi van Wels, samen met landgenote Marion Maruska, door het duo Cristina Casini en Katarzyna Nowak te verslaan. In totaal won zij twee ITF-titels, de andere in 1996 in Murcia (Spanje).
In 1986 speelde Ritter voor het eerst op een WTA-hoofdtoernooi, op het toernooi van Buenos Aires, samen met de Tsjechische Michaela Pazderová. Zij stond in 1992 voor het eerst in een WTA-finale, op het toernooi van Praag, samen met de Duitse Karin Kschwendt – hier veroverde zij haar enige titel, door het koppel Eva Švíglerová en Noëlle van Lottum te verslaan.
Haar beste resultaat op de grandslamtoernooien is het bereiken van de tweede ronde. Haar hoogste notering op de WTA-ranglijst is de 60e plaats, die zij bereikte in mei 1993.

## Posities op deWTA-ranglijst
Positie per einde seizoen:
| jaartal | ranking enkelspel | ranking dubbelspel |
| ------- | ----------------- | ------------------ |
| 1997    | 296               | 215                |
| 1996    | 176               | 153                |
| 1995    | 118               | 87                 |
| 1994    | 60                | 108                |
| 1993    | 108               | 114                |
| 1992    | 162               | 87                 |
| 1991    | 76                | 172                |
| 1990    | 146               | 298                |
| 1989    | 153               | 333                |
| 1988    | 181               | 343                |
| 1987    | 253               | 379                |

## Palmares
| Legenda                |
| ---------------------- |
| Grandslamtoernooi      |
| Olympische Spelen      |
| Year-End Championships |
| Tier I                 |
| Tier II                |
| Tier III               |
| Tier IV & V            |

### WTA-finaleplaatsen enkelspel
| nr.              | finaledatum | toernooi    | ondergrond | tegenstandster | score    |         |
| ---------------- | ----------- | ----------- | ---------- | -------------- | -------- | ------- |
| Gewonnen finales |             |             |            |                |          |         |
| Geen             |             |             |            |                |          |         |
| Verloren finales |             |             |            |                |          |         |
| 1.               | 1991-05-05  | WTA Tarente | gravel     | Emanuela Zardo | 5-7, 2-6 | details |

### WTA-finaleplaatsen vrouwendubbelspel
| nr.              | finaledatum | toernooi    | ondergrond | partner              | tegenstandsters                   | score         |         |
| ---------------- | ----------- | ----------- | ---------- | -------------------- | --------------------------------- | ------------- | ------- |
| Gewonnen finales |             |             |            |                      |                                   |               |         |
| 1.               | 1992-07-26  | WTA Praag   | gravel     | Karin Kschwendt      | Eva Švíglerová Noëlle van Lottum  | 6-4, 2-6, 7-5 | details |
| Verloren finales |             |             |            |                      |                                   |               |         |
| 1.               | 1995-02-26  | WTA Linz    | tapijt (i) | Iva Majoli           | Meredith McGrath Nathalie Tauziat | 1-6, 2-6      | details |
| 2.               | 1995-07-16  | WTA Palermo | gravel     | Katarína Studeníková | Radka Bobková Petra Langrová      | 4-6, 1-6      | details |

### Gewonnen ITF-toernooien enkelspel
| nr. | finaledatum | toernooi    | dotatie | tegenstandster in finale | score         |
| --- | ----------- | ----------- | ------- | ------------------------ | ------------- |
| 1.  | 1987-05-32  | Bad Gastein | $5.000  | Hester Witvoet           | 2-6, 7-6, 6-1 |
| 2.  | 1988-08-07  | Kitzbühel   | $10.000 | Karin Oberleitner        | 2-6, 6-0, 6-2 |
| 3.  | 1993-04-18  | Neudörfl    | $10.000 | Zuzana Nemšáková         | 6-2, 1-6, 6-4 |

### Gewonnen ITF-toernooien dubbelspel
| nr. | finaledatum | toernooi | dotatie | partner        | tegenstandsters in finale       | score    |
| --- | ----------- | -------- | ------- | -------------- | ------------------------------- | -------- |
| 1.  | 1988-11-20  | Wels     | $25.000 | Marion Maruska | Cristina Casini Katarzyna Nowak | 6-3, 6-4 |
| 2.  | 1996-04-21  | Murcia   | $75.000 | Silke Meier    | Kim de Weille Noëlle van Lottum | 6-3, 6-3 |

## Prestatietabel grandslamtoernooien
| Legenda | Legenda                          |
| ------- | -------------------------------- |
| g.t.    | geen toernooi gehouden           |
| l.c.    | lagere categorie                 |
| –       | niet deelgenomen                 |
| G       | uitgeschakeld in de groepsfase   |
| 1R      | uitgeschakeld in de eerste ronde |
| 2R      | uitgeschakeld in de tweede ronde |
| 3R      | uitgeschakeld in de derde ronde  |
| 4R      | uitgeschakeld in de vierde ronde |
| KF      | uitgeschakeld in de kwartfinale  |
| HF      | uitgeschakeld in de halve finale |
| F       | de finale verloren               |
| W       | het toernooi gewonnen            |
| w-v     | winst/verlies-balans             |

### Enkelspel
| Toernooi        | 1989 | 1990 | 1991 | 1992 | 1993 | 1994 | 1995 | 1996 | w-v |
| --------------- | ---- | ---- | ---- | ---- | ---- | ---- | ---- | ---- | --- |
| Australian Open | –    | 1R   | 1R   | 2R   | –    | 1R   | 1R   | 1R   | 1-6 |
| Roland Garros   | 1R   | 1R   | –    | –    | 2R   | KF   | 2R   | –    | 6-5 |
| Wimbledon       | –    | –    | –    | –    | –    | 1R   | 1R   | –    | 0-2 |
| US Open         | –    | –    | 2R   | 1R   | –    | 1R   | 1R   | –    | 1-4 |

### Vrouwendubbelspel
| Toernooi        | 1992 | 1993 | 1994 | 1995 | 1996 | 1997 | w-v |
| --------------- | ---- | ---- | ---- | ---- | ---- | ---- | --- |
| Australian Open | 1R   | –    | 1R   | 1R   | 2R   | –    | 1-4 |
| Roland Garros   | –    | 1R   | 1R   | 1R   | 1R   | 1R   | 0-5 |
| Wimbledon       | –    | –    | 1R   | 1R   | –    | –    | 0-2 |
| US Open         | 1R   | –    | 2R   | 2R   | –    | –    | 2-3 |